# Ärzteversorgung Westfalen-Lippe
Die Ärzteversorgung Westfalen-Lippe (ÄVWL) ist ein berufsständisches Versorgungswerk mit Sitz in Münster. Als Einrichtung der Ärztekammer Westfalen-Lippe (Körperschaft des öffentlichen Rechts) unterliegt die ÄVWL der Selbstverwaltung des Berufsstandes. Die ÄVWL wurde am 1. April 1960 gegründet und hatte Ende 2024 rund 49.251 Mitglieder, die im Jahr 2024 rund 690,8 Millionen Euro an Versorgungsabgaben einzahlten. An die rund 20.968 Rentenbeziehenden wurden im Jahr 2024 rund 657,7 Millionen Euro an Versorgungsleistungen ausgezahlt. Die ÄVWL gehört der Arbeitsgemeinschaft Berufsständischer Versorgungseinrichtungen (ABV) mit Sitz in Berlin an.

## Wesen und gesetzliche Grundlage
Die gesetzliche Grundlage der Ärzteversorgung Westfalen-Lippe ist das Heilberufsgesetz des Landes Nordrhein-Westfalen. Dort ist im § 6 a Abs. 1 geregelt, dass die Ärztekammern durch eine besondere Satzung eine Versorgungseinrichtung für ihre Kammerangehörigen und deren Familienmitglieder zu schaffen haben. Die Aufsichtsbehörde der ÄVWL ist nach § 3 Abs. 1 des Versicherungsaufsichtsgesetzes Nordrhein-Westfalen das Ministerium der Finanzen des Landes Nordrhein-Westfalen.
Die ÄVWL ist eine Versorgungseinrichtung auf der Basis der Pflichtmitgliedschaft für alle Ärzte, die im Kammerbereich Westfalen-Lippe die ärztliche Tätigkeit aufnehmen. Im gegliederten System der Altersversorgung in der Bundesrepublik Deutschland ist sie der so genannten „ersten Säule“ zuzurechnen. Sie steht als eine Altersversorgungseinrichtung „eigener Art“ vollkommen selbstständig neben der gesetzlichen Rentenversicherung. Da die im Angestelltenverhältnis tätigen Ärzte sowohl der Pflichtmitgliedschaft bei der ÄVWL als auch der Versicherungspflicht in der gesetzlichen Rentenversicherung unterliegen, wurde ihnen vom Gesetzgeber die Möglichkeit eingeräumt, sich gemäß § 6 SGB VI von der Versicherungspflicht in der gesetzlichen Rentenversicherung zu Gunsten der berufsständischen Versorgungseinrichtung befreien zu lassen.

## Organe
Die Organe der ÄVWL sind die Kammerversammlung, der Aufsichtsausschuss und der Verwaltungsausschuss. Die Kammerversammlung als oberstes Organ hat unter anderem die Aufgabe, Änderungen der Satzung zu beschließen, den Jahresabschluss und den Lagebericht entgegenzunehmen und festzustellen sowie jährlich über eine Dynamisierung von Renten und Rentenanwartschaften zu befinden.
Der Aufsichtsausschuss überwacht unter anderem die Geschäftstätigkeit, stellt die Richtlinien für die Kapitalanlage auf und beschließt Änderungen im Geschäftsplan.
Der Verwaltungsausschuss führt die Geschäfte, soweit sie nicht anderen Organen übertragen sind, ist für die Durchführung der Beschlüsse der Kammerversammlung und des Aufsichtsausschusses zuständig und muss spätestens sieben Monate nach Beendigung des Geschäftsjahres den Jahresabschluss nebst Lagebericht vorlegen.
Die Mitglieder des Aufsichts- sowie des Verwaltungsausschusses werden durch Seminare (gem. ABV-Vorgaben) geschult, um ihre Sachkunde zu erweitern beziehungsweise zu erneuern.
Die Erledigung der laufenden Geschäfte der ÄVWL ist gemäß der Satzung an eine hauptamtliche Geschäftsführung übertragen.
Gerichtlich und außergerichtlich wird die ÄVWL durch die Präsidentin oder den Präsidenten der Ärztekammer Westfalen-Lippe vertreten (§ 26 des Heilberufsgesetzes Nordrhein-Westfalen). Die Vorsitzende oder der Vorsitzende des Verwaltungsausschusses vertritt die Präsidentin oder den Präsidenten im Falle ihrer oder seiner Verhinderung.

## Leistungen
Die ÄVWL beabsichtigt, ihren Mitgliedern und deren Familienangehörigen Versorgungsleistungen in angemessener Höhe dauerhaft zu gewährleisten. Die Angemessenheit sollte sich in einer Erhöhung der Rentenanwartschaften und laufenden Renten, abhängig vom jeweiligen wirtschaftlichen und politischen Umfeld der ÄVWL, widerspiegeln. Die ÄVWL gewährt als Kernleistungen Alters-, Berufsunfähigkeits- und Hinterbliebenenrenten. Die Leistungen der ÄVWL sind beitragsabhängig. Zur Finanzierung der Leistungen wird das so genannte offene Deckungsplanverfahren eingesetzt. Das offene Deckungsplanverfahren ist ein kapitalbildendes Verfahren und zeichnet sich im Wesentlichen dadurch aus, dass auch Beiträge und Leistungen von zukünftigen Mitgliedern in die versicherungsmathematischen Kalkulationen einbezogen werden.

## Kapitalanlage
Zum Zecke der Altersversorgung ihrer Mitglieder, verfolgt die Kapitalanlage der ÄVWL das Ziel, mindestens eine Rendite auf dem Niveau des aktuellen Rechnungszinses zu erreichen. Darüber hinausgehende Ertragsanteile (sogenannte Überschussrendite/Überzins) werden unter anderem für dynamische Rentenerhöhungen oder für die Rücklagenbildung genutzt. Das Versorgungswerk ist dabei verpflichtet, die einschlägigen Vorschriften des Versicherungsaufsichtsgesetzes (VAG), die Verordnung über die Anlage des gebundenen Vermögens von Versicherungsunternehmen (AnlV) sowie die Erlasse des Ministeriums der Finanzen NRW zu beachten.
Im Rahmen der Kapitalanlage sind sowohl die Risikotragfähigkeit der ÄVWL (effizientes Risikomanagement) als auch die Kapitalstruktur und -bindungsdauer der Verbindlichkeiten auf der Passivseite (effizientes Asset & Liability-Management) zu berücksichtigen. Dabei wird versucht, die Verwaltungskosten niedrig zu halten.
Die ÄVWL verfolgt eine diversifizierte und internationalisierte Anlagestrategie. Damit einher geht eine veränderte Ertrags-/Risikostruktur der Assets. Es wurden nicht nur neue Anlageklassen, sondern auch erweiterte Risikoprofile mit höheren Ertragspotenzialen, zum Beispiel in Form von Mezzanine- oder Nachrangfinanzierungen, erschlossen. Einen weiteren Schwerpunkt bilden Infrastrukturinvestitionen und gewerblich geprägte Darlehensgeschäfte in Kapitalmarktnischen. Diese Anlagen sollen neben stabilen Cashflows auch eine konstante Ertragsbasis bieten und damit wesentlich zu einem resilienten Anlageportfolio beitragen. Im Fokus stehen aktuelle Trends, wie zum Beispiel die unter dem Sammelbegriff Energiewende häufig verwendeten Investments in alternative Energieerzeugung, -weiterleitung oder -verteilung.
Neben dem ökonomischen Ziel der dauerhaften Bereitstellung der zugesagten Versorgungsleistungen ist laut eigener Aussage die Berücksichtigung ethischer, sozialer sowie ökologischer Faktoren bei der Kapitalanlage fester Bestandteil der Anlagestrategie. Die ÄVWL verpflichtet sich zur Erreichung der Ziele des Pariser Klimaabkommens und orientiert sich in den Anlageentscheidungen an den Entwicklungszielen der Vereinten Nationen. Das Immobiliensegment der ÄVWL wurde mit mehreren internationalen Branchenpreisen ausgezeichnet.

## Auszeichnungen
- MIPIM Awards 2009 Business Centre für das Kranhaus 1 in Köln
- IIN Awards 2017 in der Kategorie „Optimale Nutzung von Immobilien“
- Institutional Assets Awards 2019 in der Kategorie „Real Estate Investments“[2]
- IPE Awards 2021 in der Kategorie „Real Estate“[3]
- IPE Real Estate Global Awards 2022 in der Kategorie „Silver Regional-Award“ für die Region Deutschland, Österreich und Schweiz[4]
- Portfolio Institutionell Awards 2025 in der Kategorie „Bester Investor Immobilien“[5]

## Kooperationen
Die ÄVWL übernimmt die Kapitalanlage für das Versorgungswerk der Mitglieder der Landtage von Nordrhein-Westfalen, Brandenburg und Baden-Württemberg. Darüber hinaus kooperiert die Ärzteversorgung Westfalen-Lippe seit dem 1. Juli 2016 eng mit dem Versorgungswerk der Tierärztekammer Westfalen-Lippe bei der Verwaltung der Kapitalanlagen, dem Risikomanagement sowie dem Risikocontrolling.
Koordinaten: 51° 57′ 12,2″ N, 7° 36′ 50,3″ O